# Coings
Coings – miejscowość i gmina we Francji, w Regionie Centralnym, w departamencie Indre.
Według danych na rok 1990 gminę zamieszkiwało 821 osób, a gęstość zaludnienia wynosiła 28 osób/km² (wśród 1842 gmin Regionu Centralnego Coings plasuje się na 479. miejscu pod względem liczby ludności, natomiast pod względem powierzchni na miejscu 356.).